# Хербергер, Зепп
Йо́зеф «Зепп» Хе́рбергер (нем. Joseph «Sepp» Herberger; 28 марта 1897[…], Мангейм, Великое герцогство Баден — 28 апреля 1977[…], Мангейм, Баден-Вюртемберг) — немецкий футболист и тренер. Дважды тренировал сборную Германии, с которой в 1954 году выиграл чемпионат мира. Рекордсмен по числу появлений на чемпионатах мира в качестве главного тренера сборных команд.

## Биография
Зепп Хербергер, сын рабочего, родился в городе Маннхайм. Его детство прошло в районах Вальдхоф и Луценберг. После того, как Хербергер окончил общеобразовательную школу в 1911 году, он вышел на работу, сначала как подсобный рабочий, а затем на металлобрабатывающую фирму. В 1916 году Хербергер был взят на фронт, участвуя в боях первой мировой войны. 30 апреля 1921 года Хербергер женился на Еве Мюллер из Маннхайма, которую он называл просто «Ев» на протяжении всей жизни. Двоюродный брат Зеппе, Йоханн Хербергер, также был футболистом и даже играл за сборную Германии.

### Игровая карьера
В возрасте 14-ти лет Хербергер начал выступать за клуб «Вальдхоф Маннхайм», в которой он выступал сначала за молодёжную, а затем и за первую команду. После войны Хербергер вернулся в «Вальдхоф Маннхайм», а затем, в октябре 1921 года, перешёл в клуб «Маннхайм», за который выступал до 1926 года, параллельно работая в «Дрезднен банке». Трижды, в 1921, 1924 и 1925 годах Хербергер вызывался в сборную Германии и забил за неё два гола (оба в первой игре). С 1926 года по 1930 год Хербергер выступал за берлинский клуб «Теннис-Боруссия», работая в «Банкхаус Фюртернберг унд Глок». Наряду с этим, Хербергер учился в Немецком спортивном институте физкультуры, защитив диплом спортивного предподавателя в 1930 году по теме «Максимальной производительности в футболе».

### Тренерская карьера
Зепп Хербергер начал свою карьеру в клубе «Теннис-Боруссия». В 1932 году он стал тренером Западногерманской сборной, а через год, вступив в НСДАП, стал помощником главного тренера Отто Нерца в сборной, но после проигрыша немецкой команды на Олимпиаде 1936, 10 октября 1936 года, Фелик Линнеманн пригласил Хербергера стать главным тренером сборной Германии, на что специалист ответил согласием. Перед Хербергером власти поставили задачу сделать команду из немцев и австрийцев, которые присоединились к Германии после Аншлюса, хотя сам Хербергер предлагал сделать две независимые от друг друга сборные Германии и Австрии. Но на чемпионате мира Германия ещё в первом раунде проиграла 2:4 Швейцарии и выбыла из турнира, однако, в связи с началом второй мировой войны, Хербрегер оставался «у руля» сборной до 1942 года. Сборная Германии под руководством Хербергера с 15 ноября 1936 года по 22 ноября 1942 года провела 65 матчей, в которых одержала 40 побед, 12 раз сыграла вничью и 13 раз проиграла.

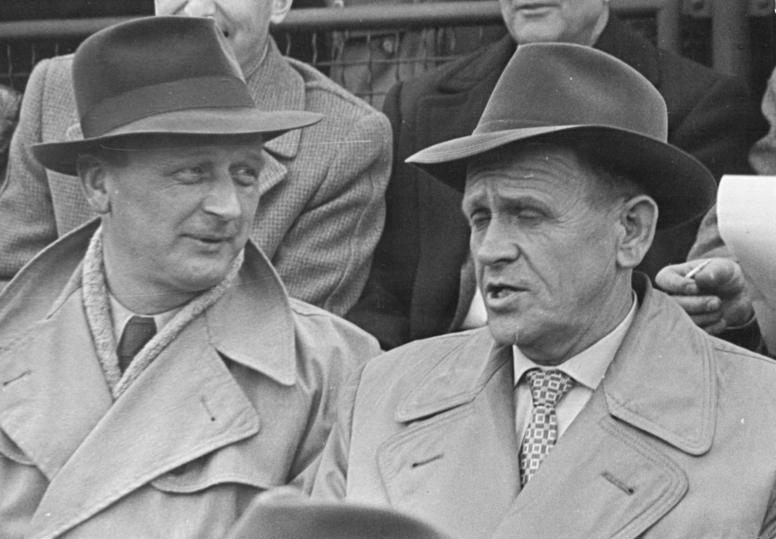
30.05.1956. Зепп Хербергер (справа) и Освальд Пфау

С декабря 1945 года по январь 1946 года Хербергер был исполняющим обязанности тренером клуба «Айнтрахт (Франкфурт)». В 1946 году в рамках денафикации в Маннхайме, роль Хербергера в нацистской Германии была определена как «соучастник», но никаких мер к нему предъявлено не было, а уже через год Хербергер начал работать в Спортивном институте Кёльна в качестве доцента, преподавая на кафедре, на которой обучались будущие футбольные тренеры.
В 1949 году Хербергер вновь был назначен главным тренером сборной ФРГ. А в 1954 году привёл западногерманскую команду к завоеванию чемпионского звания на кубке мира, в финале одолев сборную Венгрии со счётом 3:2, что было названо «Бернским Чудом», по той причине, что венгры были явными фаворитами первенства, победив чемпиона и финалиста прошлого чемпионата мира, а на групповой стадии разгромив тех же немцев 8:3. На следующем первенстве мира в Швеции сборная ФРГ дошла до полуфинала, а ещё через 4 года ограничилась четвертьфиналом. В 1964 году Хербергер был уволен с поста сборной ФРГ, но попросил провести прощальный матч, который был сыгран 12 мая 1964 года со сборной Шотландии, но игра завершилась «лишь» со счётом 2:2 и Хербергер попросил сыграть вторую прощальную игру, состоявшуюся 7 июня в Хельсинки против сборной Финляндии, матч завершился «достойной» победой западных немцев 4:1. Сборная ФРГ под руководством Хербергера с 22 ноября 1950 года по 7 июня 1964 года провела 97 матчей, в которых 52 выиграла, 14 свела вничью и 31 проиграла. Всего сборная ФРГ с Хербергером во главе провела 162 игры, из которых: 92 победы, 26 ничьи и 44 поражения.
После окончания карьеры, Хербергер стал активным участником группы «Аугсбургский бенефис», которая была благотворительной организацией Фандрайзинга.

## Фразы Хербергера

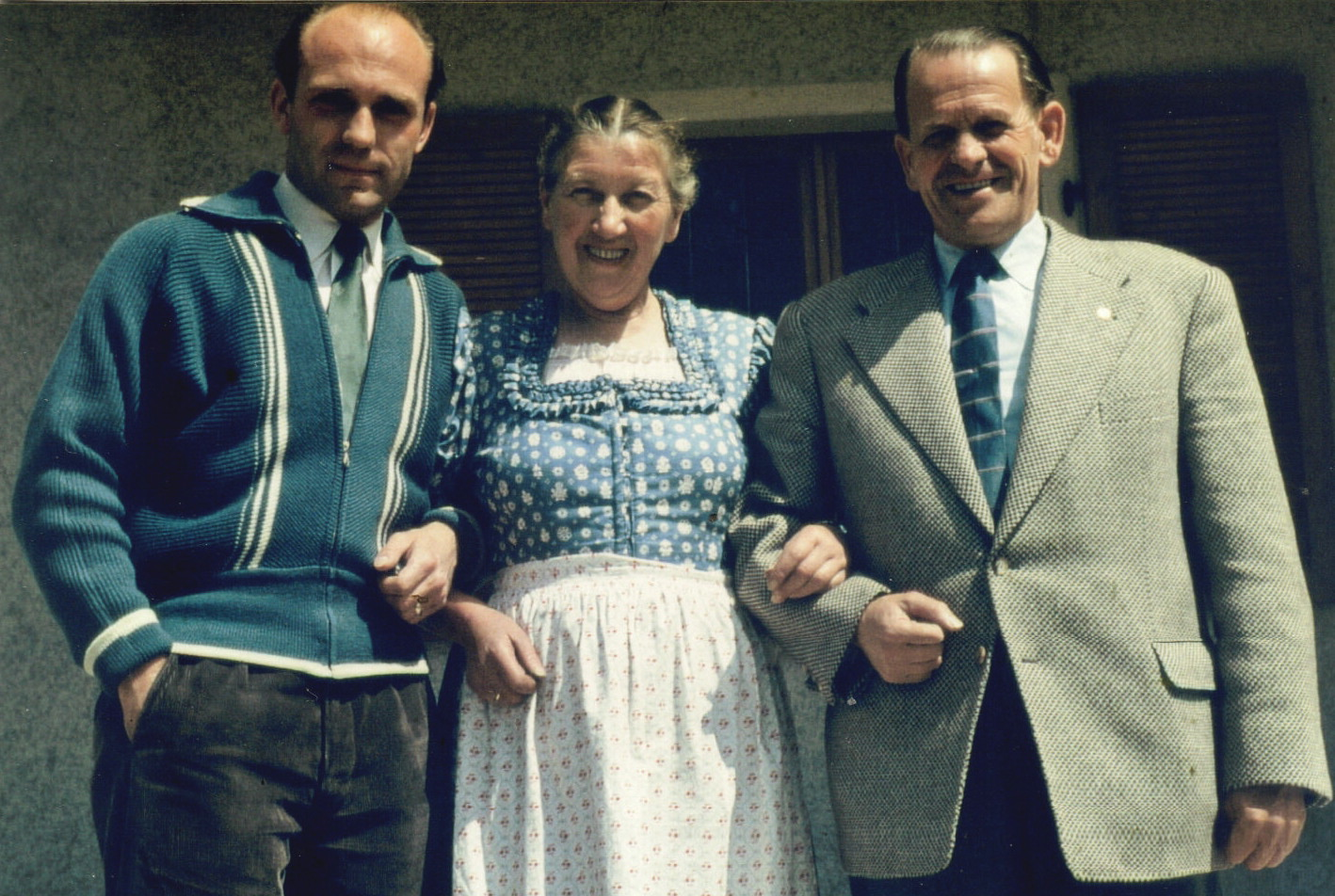
Хербергер (справа) в 1955 году

Зепп Хербергер был известен и своими фразами, которые вошли в футбольный лексикон Германии, а некоторые и всего мира:
- Мяч круглый и игра длится 90 минут[7].
- Следующий противник всегда самый тяжёлый[7][8].
- Конец матча — это начало следующего матча.
- Мяч всегда прав
- Самый быстрый игрок — мяч[9]
- Ворота находятся посередине[9].
- Люди ходят на футбол, потому что не знают, чем все закончится[9].
- Если бы все клубы управлялись людьми, которые хорошо разбираются в футболе, игра стала бы лучше. Тем не менее, она настолько сильна, что даже любители не могут её испортить[9].

Также Хербергеру ошибочно приписывается фраза «Вы должны быть 11-ю друзьями», хотя она первоначально происходит из книги «Теория, Техника, Тактика» Рихарда Гирулатиса, изданной в 1920 году. А фраза «Вы должны быть 11-ю друзьями, если хотите добиться победы» выгравирована на цоколе кубка Виктории в 1903 году, турнире, который был предшественником чемпионата Германии.

Марка, посвящённая столетию Хербергера

## Достижения и заслуги
- Чемпион мира в качестве тренера: 1954
- Почётный гражданин Вайнхайма
- Золотая награда Немецкой федерации футбола (высшее достижение в немецком футболе)
- Орден «За заслуги перед Федеративной Республикой Германия» (1-й степени): 1962
- Орден «За заслуги перед Федеративной Республикой Германия» (Командорский крест): 1967
- Специальный почтовый штемпель посвящённый Хербергеру: 1977
- Именем Хербергера назван поезд Intercity-Express, принадлежащий Deutsche Bahn: 1997
- Издана специальная почтовая марка с портретом Хербергера ценой в 100 пфеннигов.
- Член зала славы немецкого спорта[10]